# Oblężenie Baru (1674)
Oblężenie Baru – oblężenie Baru przez wojska Jana Sobieskiego w listopadzie 1674; jedna z kampanii wojny polsko-tureckiej. 
Załoga zamku broniła się przez 4 dni (od 9 do 12 listopada), do czasu gdy bej Hussejn Murawski zdecydował się poddać twierdzę. Cała załoga barska włącznie z Hussejnem Murawskim przeszła na służbę Rzeczypospolitej.